# DB-Baureihe 610
Die Baureihe 610 bezeichnet zweiteilige Dieseltriebzüge mit Neigetechnik der Deutschen Bahn, die von der Deutschen Bundesbahn beschafft wurden und in Deutschland als Pendolino bekannt waren.
Die Deutsche Bundesbahn (DB) bestellte mit dieser Baureihe nach den Prototypen der DB-Baureihe 614 zum ersten Mal wieder Triebwagen mit aktiver Neigetechnik und erstmals einen dieselelektrischen Zug mit Drehstrom-Antriebstechnik. Es wurden 1988 und 1990 insgesamt 20 dieser zweiteiligen Triebzüge der Baureihe 610 bestellt, die im Jahr 1992 ausgeliefert wurden und bis 2014 eingesetzt waren. Die Doppeltriebwagen erhielten die Betriebsnummern 610 001/501 bis 610 020/520, wobei der Triebwagen mit dem 1.Klasse-Bereich eine um 500 erhöhte Ordnungsnummer trägt.

## Geschichte
Ende der 80er-Jahre wurden auf Veranlassung des aus Hof stammenden Bundesverkehrsministers Warnke bei der Deutschen Bundesbahn Überlegungen angestellt, um den Bahnverkehr zwischen den Städten Nürnberg, Hof und Bayreuth attraktiver zu gestalten und so dem Nachfragerückgang entgegenzuwirken. Dazu wurde ein Regional-Schnellbahn-Konzept entwickelt, das regelmäßige Taktknoten in Hof und Bayreuth enthielt und diese im Ein- bzw. Zweistundentakt mit attraktiven Umsteigezeiten in Nürnberg zum Fernverkehr anbinden sollte. Zuvor besaßen die Städte nur Verbindungen nach Nürnberg über selten verkehrende Schnellzüge und häufig haltende unvertaktete Nahverkehrszüge. Eine Untersuchung zur Realisierung dieses Konzeptes schlug neben der Elektrifizierung der genannten Strecken auch den Einsatz von sprintstarken und schnellkuppelbaren, zweiteiligen Dieseltriebzügen mit aktiver Wagenkastensteuerung vor. Nach Testfahrten eines italienischen Pendolino mit Diesellokvorspann im Jahr 1988 wurden zehn Triebzüge der Baureihe 610 für den Betrieb als Regionalschnellbahn (RSB) zwischen Nürnberg, Bayreuth und Hof bestellt. Im Jahr 1990 wurden weitere 10 Fahrzeuge bestellt, um auch auf den Strecken von Nürnberg nach Weiden und Schwandorf ein RSB-Konzept einführen zu können. Die Fahrzeugbeschaffung und der Infrastrukturausbau wurden vom Land Bayern aus Ausgleichsmitteln für das aufgegebene Projekt der Wiederaufarbeitungsanlage Wackersdorf gefördert.
Die Triebzüge kamen 1992 in den Dienst und bewährten sich im Einsatz. Die Inbetriebnahme erfolgte ohne größere Erprobungen. Der erste Triebwagen wurde am 13. April 1992 an die DB ausgeliefert, zum Fahrplanwechsel am 31. Mai wurde der Betrieb mit zehn Zügen aufgenommen. Im Jahr 2000 mussten sie auf Anordnung des Eisenbahnbundesamtes für ein Jahr stillgelegt werden, weil Risse an der Aufhängung der Schlingerdämpfer auftraten. Nach der Sanierung der betroffenen Bauteile wurden die Züge ab 2001 wieder erfolgreich eingesetzt. Im Mai 2007, 15 Jahre nach Betriebsaufnahme, hatte die 610-Flotte bereits 70 Millionen Kilometer zurückgelegt.
Die Deutsche Bahn hat die Baureihe 610 zum Fahrplanwechsel im Dezember 2014 aus dem Betrieb genommen und vollständig abgestellt. Als Gründe dafür wurden die schwierige Ersatzteilbeschaffung für die kleine Zuganzahl und die fehlende Klimatisierung des Fahrgastinnenraumes genannt. Zusätzlich werden immer mehr Triebzüge der Baureihe 612 in anderen Regionen freigesetzt und nach Hof umstationiert. Zwei Triebwagen der Baureihe 610 wurden bereits vorübergehend beim DB-Stillstandsmanagement in Hamm abgestellt. Die DB-Tochter Arriva CZ hatte die Triebwagen 610 017 und 610 018 übernommen. Dazu erhielten die Züge eine Neulackierung in grün-türkis und wurden auf dem Eisenbahnversuchsring Velim getestet. Das Unternehmen plante, sie in Tschechien im Regionalverkehr einzusetzen; dieses Vorhaben scheiterte allerdings. Die letzte fahrplanmäßige Fahrt fand am Abend des 13. Dezember 2014 statt. Die Pendolino 610 011, 610 012, 610 003 und 610 014 fuhren als RE 3429/3469 von Nürnberg nach Hof beziehungsweise Bayreuth. Am Dienstag den 16. Dezember 2014 fand dann die letzte offizielle Fahrt mit geladenen Gästen statt. Die Triebwagen 610 019 und 610 015 fuhren dabei von Hof nach Nürnberg und zurück. 610 011/511 kam ins DB Museum Koblenz, 610 012/512 zur IG Dampflok Nossen.
Bis auf die beiden museal erhaltenen Züge wurden alle Einheiten im August 2017 von der Deutschen Bahn zum Verkauf angeboten, was allerdings kein Interesse hervorrief. Am 28. Februar 2019 wurden mit 610 014/514, 610 015/515 und 610 019/519 die ersten Pendolinos in Trier-Ehrang von der Firma Theo Steil verschrottet. Bis auf die zwei Museumsfahrzeuge folgten dort bis zum September 2019 die restlichen Fahrzeuge: Die beiden Museumsfahrzeuge 610 011/511 und 610 012/512 hatten im Oktober 2022 keine gültigen Hauptuntersuchungen.

## Technik

### Entwicklung
Die Deutsche Bundesbahn sah sich nach einem schleichenden Passagierrückgang im fränkischen Regionalverkehr veranlasst, Gegenmaßnahmen zur Attraktivitätssteigerung des Regionalverkehrs einzuleiten. Da die vorhandenen Gleisanlagen keine höheren Geschwindigkeiten zuließen und ein Ausbau ebendieser den finanziellen Rahmen gesprengt hätte, intensivierte man die Bemühungen, einen neigefähigen Nahverkehrstriebwagen zu entwickeln. Die DB beauftragte hierzu MAN als Konsortialführer für den wagenbaulichen Teil (gemeinsam mit DUEWAG und MBB), Siemens als Konsortialführer für den elektrischen Teil (gemeinsam mit ABB und AEG). Die Drehgestelle und die Neigetechnik lieferte das Unternehmen Fiat Ferroviaria, das bereits seit den 1970er Jahren unter dem Markennamen Pendolino in großen Stückzahlen Triebwagen mit Neigetechnik gebaut hatte.

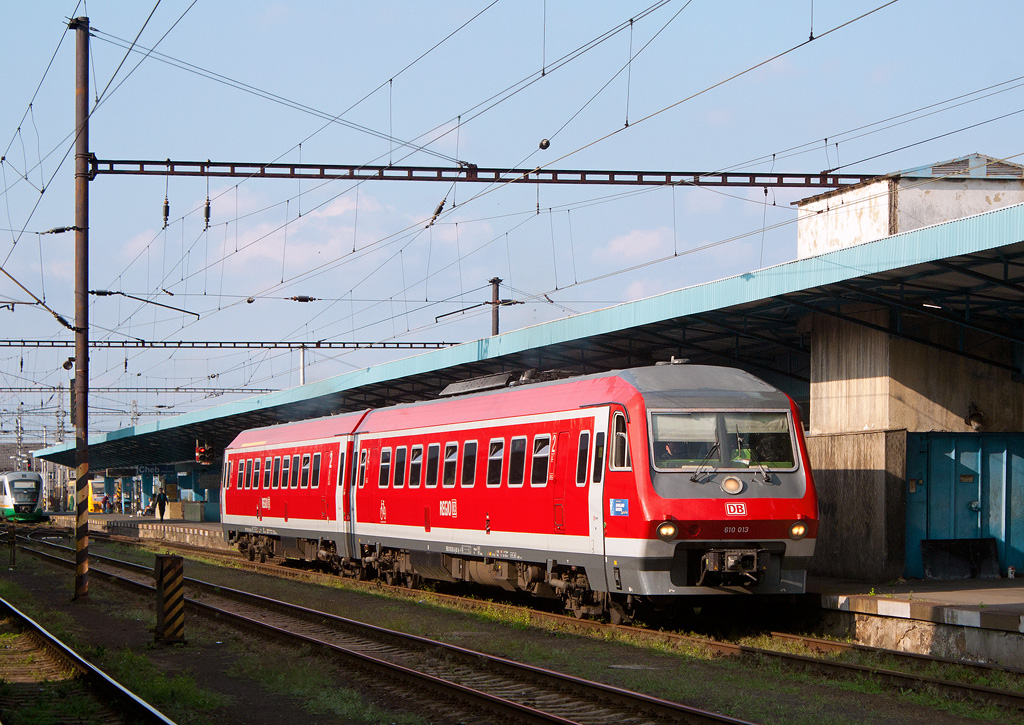
610 013 in Verkehrsrot als Regionalexpress nach Nürnberg im Bahnhof Cheb (2012)

### Wagenkasten
Die Wagenkasten wurden aus Aluminium-Strangpressprofilen zusammengeschweißt und selbsttragend ausgeführt. Die Wagenkasten werden an jeweils zwei Drehgestellwiegen freischwingend aufgehängt.
Der anfangs türkis-lichtgraue Anstrich gemäß den sogenannten Produktfarben der Deutschen Bundesbahn des Nahverkehrs wurde in den Jahren 1997–2001 durch einen verkehrsroten ersetzt.

### Neigetechnik
Zweck der Neigetechnik ist, die Reisegeschwindigkeit auf kurvenreichen Strecken zu erhöhen. Durch den Einsatz der Neigetechnik wird bei der Kurvenfahrt die Seitenbeschleunigung im Wagenkasten verringert. Somit kann eine Kurve schneller als ohne Neigetechnik durchfahren und trotzdem die höchstzulässige Seitenbeschleunigung im Wagenkasten eingehalten werden. Fiat baute in die Wagen Gyroskope (Kreisel) ein, mit denen Hydraulikzylinder angesteuert werden. Die Neigung der freischwingend aufgehängten Wagenkästen beträgt gleisbogenabhängig maximal 8°.

### Antrieb
Die Baureihe 610 hat zwei ladeluftgekühlte MTU-Dieselmotoren mit einer Leistung von jeweils 485 Kilowatt aus zwölf Zylindern. Diese Dieselmotoren treiben Drehstromsynchrongeneratoren an. Weiter werden über einen Gleichrichter und einen GTO-Pulswechselrichter drei Drehstromfahrmotoren angetrieben. Diese übertragen ihr Drehmoment jeweils über eine Gelenkwelle zur innenliegenden Achse eines von drei Drehgestellen. Das vierte Drehgestell ist antriebslos.

### Sonstige technische Ausrüstungen

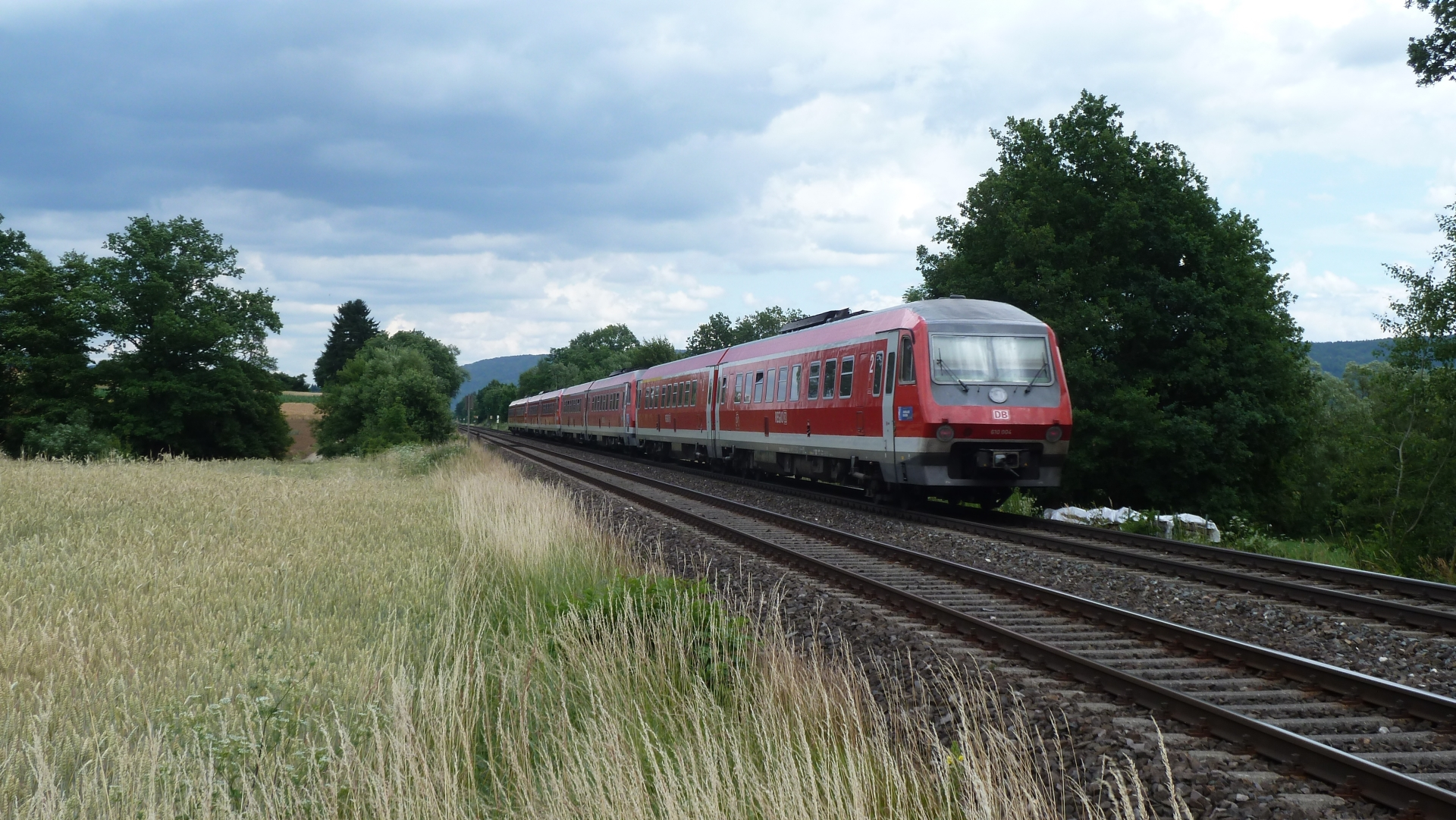
Vier Triebwagen der Baureihe 610 als RE nach Hof, Bayreuth und Schwandorf östlich von Reichenschwand (2012)

Die zwei Triebwagenhälften sind miteinander kurzgekuppelt und haben an ihren Stirnseiten automatische Scharfenbergkupplungen. Die Fahrzeuge sind mit punktförmiger Zugbeeinflussung und Geschwindigkeitsüberwachung Neigetechnik ausgerüstet, welche aber noch mit Induktionsspulen im Gleis arbeitet und nicht mit den heute verwendeten Balisen kompatibel ist. Vom vorderen Führerstand aus können bis zu vier miteinander gekuppelte Triebzüge in Mehrfachtraktion gesteuert werden.
Geheizt wird mit der Motorenabwärme, eine elektrische Heizung kann bei Bedarf zugeschaltet werden.

### Fahrgasträume
Der Triebzug ist durchgehend begehbar. Der Fahrgastraum besteht aus insgesamt vier Großräumen, einer gehört der ersten Klasse an, die anderen der zweiten Klasse. Die 136 gepolsterten Sitzplätze sind sowohl als Sitzgruppen (vis-à-vis) als auch in Reihenanordnung eingebaut. Die Konstruktion des Triebzuges erlaubte es nicht, aufgrund des großen Platzbedarfs der Einrichtungen für die Neigetechnik, in den Vorräumen ein ausreichend großes Mehrzweckabteil zur Fahrradmitnahme einzurichten. Da Fahrgäste die fehlende Fahrradmitnahme in den Fahrzeugen kritisierten, wurden in einem Großraum nachträglich Sitzreihen entfernt und an der Wand befestigte Klappsitze installiert. Diese Lösung hatte den Nachteil, dass Fahrräder durch die engen Abteiltüren befördert werden mussten. Die zum ersten Mal im Regionalverkehr eingesetzte Vakuum-Toilette fand ihren Platz in der Mitte der Doppelwagen.

## Einsatz

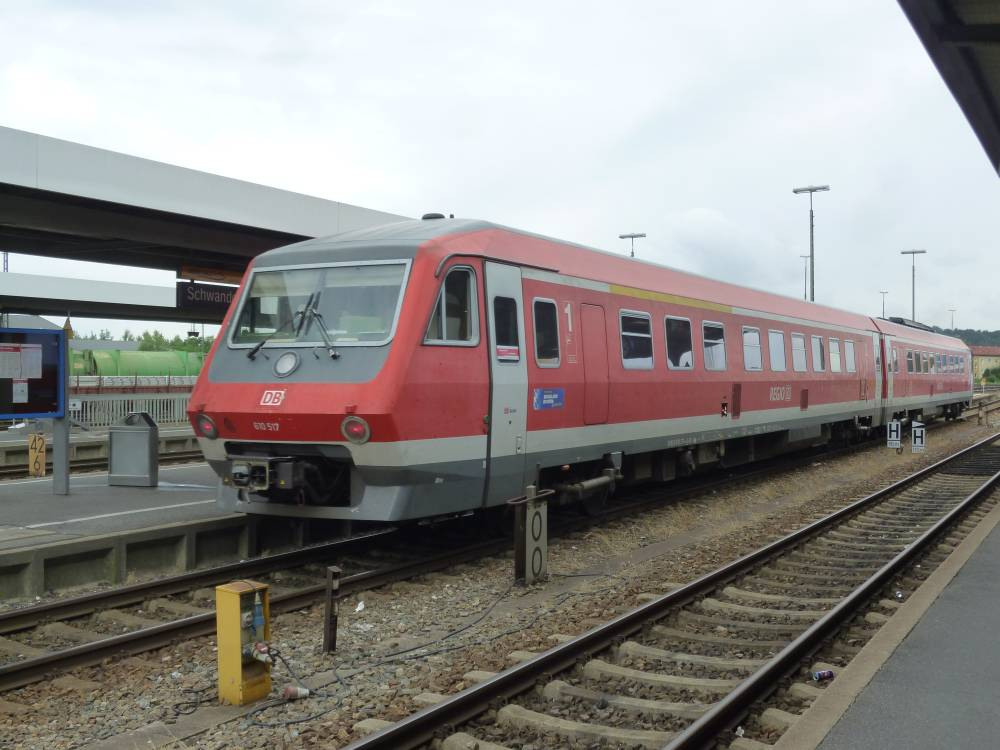
610 517 als RE von Furth im Wald nach Nürnberg im Bahnhof Schwandorf

it der Baureihe 610 begann bei der damaligen Deutschen Bundesbahn am 31. Mai 1992 der Einsatz von Flügelzügen, die zusammengekuppelt an einem Bahnhof beginnen, unterwegs aufgeteilt werden und dann verschiedene Zielbahnhöfe ansteuern. Bei der Rückfahrt werden die einzelnen Zugteile wieder zu einem Zug vereint.
Dieses Prinzip wurde mit der Inbetriebnahme der Baureihe 610 zuerst von Nürnberg aus nach Hof und Bayreuth, später auch nach Neustadt an der Waldnaab, Weiden, Schwandorf und Regensburg eingeführt. Geteilt und vereinigt wurden die Züge in Hersbruck (rechts Pegnitz), Neukirchen bei Sulzbach-Rosenberg und Pegnitz. Die Züge verkehrten als Regionalschnellbahn, später als Regional-Express.
Die Baureihe 610 war von 1992 bis 2011 im Bahnbetriebswerk Nürnberg West beheimatet, bis zu ihrer Außerdienststellung 2014 waren sie im Bahnbetriebswerk Hof stationiert.
Bis zum Fahrplanwechsel im Dezember 2012 wurden folgende Regional-Express-Leistungen mit der Baureihe 610 gefahren:
- Regensburg Hbf – Schwandorf – Weiden – Marktredwitz – Hof Hbf
- Nürnberg Hbf – Hersbruck (rechts Pegnitz) (Zugflügelung) – Neukirchen (bei Sulzbach-Rosenberg) – Amberg – Schwandorf / Neuhaus (Pegnitz) – Pegnitz (Zugflügelung) – Creußen – Bayreuth Hbf / Kirchenlaibach–Marktredwitz (– Cheb)
- Nürnberg Hbf – Hersbruck (rechts Pegnitz) – Neukirchen (bei Sulzbach-Rosenberg) (Zugflügelung) – Vilseck – Weiden (Oberpf) – Neustadt (Waldnaab) / Sulzbach-Rosenberg – Amberg – Schwandorf (– Regensburg Hbf)

Zum Fahrplanwechsel im Dezember 2012 verlor die Baureihe 610 einen Großteil ihrer bisherigen Leistungen. Die meisten RE-Einsätze wurden an die Baureihe 612 abgegeben.
Nach 2012 wurden nur noch wenige RE-Züge zwischen Furth im Wald und Nürnberg sowie zwischen Nürnberg und Neustadt an der Waldnaab mit der Baureihe 610 gefahren. Außerdem wurden von ihr Regionalbahnzüge zwischen Nürnberg und Schwandorf und zwischen Bayreuth und Pegnitz gefahren. Insgesamt wurden nur noch 8 der 20 Triebwagen benötigt.
Die Züge legten in ihren 22 Betriebsjahren insgesamt rund 100 Millionen Kilometer zurück.

## Fahrzeugliste
| Fahrzeugnummer | Hersteller       | Fabriknummer | Abnahme       | Verschrottung |
| -------------- | ---------------- | ------------ | ------------- | ------------- |
| 610 001        | MAN / AEG        | 170216       | 18. Sep. 1992 | 10. Mai 2019  |
| 610 501        | MAN / AEG        | 170215       | 18. Sep. 1992 | 10. Mai 2019  |
| 610 002        | DUEWAG / Siemens | 90265        | 29. Mai 1992  | 21. Aug. 2019 |
| 610 502        | DUEWAG / Siemens | 90265        | 29. Mai 1992  | 21. Aug. 2019 |
| 610 003        | MAN / AEG        | 170218       | 29. Mai 1992  | 20. Mai 2019  |
| 610 503        | MAN / AEG        | 170217       | 29. Mai 1992  | 20. Mai 2019  |
| 610 004        | DUEWAG / Siemens | 90266        | 29. Mai 1992  | 13. Mai 2019  |
| 610 504        | DUEWAG / Siemens | 90266        | 29. Mai 1992  | 13. Mai 2019  |
| 610 005        | MAN / AEG        | 170219       | 29. Mai 1992  | 18. Apr. 2019 |
| 610 505        | MAN / AEG        | 170220       | 29. Mai 1992  | 18. Apr. 2019 |
| 610 006        | DUEWAG / Siemens | 90267        | 29. Mai 1992  | 10. Sep. 2019 |
| 610 506        | DUEWAG / Siemens | 90267        | 29. Mai 1992  | 10. Sep. 2019 |
| 610 007        | MAN / AEG        | 170221       | 29. Mai 1992  | 10. Apr. 2019 |
| 610 507        | MAN / AEG        | 170222       | 29. Mai 1992  | 10. Apr. 2019 |
| 610 008        | DUEWAG / Siemens | 90268        | 29. Mai 1992  | 29. Mai 2019  |
| 610 508        | DUEWAG / Siemens | 90268        | 29. Mai 1992  | 29. Mai 2019  |
| 610 009        | MAN / AEG        | 170223       | 29. Mai 1992  | 30. Apr. 2019 |
| 610 509        | MAN / AEG        | 170223       | 29. Mai 1992  | 30. Apr. 2019 |
| 610 010        | DUEWAG / Siemens | 90269        | 29. Mai 1992  | 16. Sep. 2019 |
| 610 510        | DUEWAG / Siemens | 90269        | 29. Mai 1992  | 16. Sep. 2019 |
| 610 011        | MAN / AEG        | 170225       | 9. Okt. 1992  | —             |
| 610 511        | MAN / AEG        | 170226       | 9. Okt. 1992  | —             |
| 610 012        | DUEWAG / Siemens | 90270        | 5. Juni 1992  | —             |
| 610 512        | DUEWAG / Siemens | 90270        | 5. Juni 1992  | —             |
| 610 013        | MAN / AEG        | 170227       | 24. Juli 1992 | 28. Aug. 2019 |
| 610 513        | MAN / AEG        | 170228       | 24. Juli 1992 | 28. Aug. 2019 |
| 610 014        | DUEWAG / Siemens | 90271        | 4. Sep. 1992  | 28. Feb. 2019 |
| 610 514        | DUEWAG / Siemens | 90271        | 4. Sep. 1992  | 28. Feb. 2019 |
| 610 015        | MAN / AEG        | 170229       | 21. Sep. 1992 | 28. Feb. 2019 |
| 610 515        | MAN / AEG        | 170230       | 21. Sep. 1992 | 28. Feb. 2019 |
| 610 016        | DUEWAG / Siemens | 90272        | 29. Sep. 1992 | 3. Mai 2019   |
| 610 516        | DUEWAG / Siemens | 90272        | 29. Sep. 1992 | 3. Mai 2019   |
| 610 017        | MAN / AEG        | 170231       | 12. Nov. 1992 | 11. Apr. 2019 |
| 610 517        | MAN / AEG        | 170232       | 12. Nov. 1992 | 11. Apr. 2019 |
| 610 018        | DUEWAG / Siemens | 90273        | 27. Okt. 1992 | 24. Mai 2019  |
| 610 518        | DUEWAG / Siemens | 90273        | 27. Okt. 1992 | 24. Mai 2019  |
| 610 019        | MAN / AEG        | 170233       | 12. Feb. 1993 | 28. Feb. 2019 |
| 610 519        | MAN / AEG        | 170234       | 12. Feb. 1993 | 28. Feb. 2019 |
| 610 020        | DUEWAG / Siemens | 90274        | 27. Dez. 1992 | 25. Apr. 2019 |
| 610 520        | DUEWAG / Siemens | 90274        | 27. Dez. 1992 | 25. Apr. 2019 |

## Nachfolger
Ursprünglich waren weitere Triebwagen dieser Baureihe mit der Bezeichnung 610.1/610.6 geplant. Da von der DB aber Triebwagen aus vollständig deutscher Fertigung gewünscht wurden, wurde dieser Plan zugunsten des Angebotes für Neigetechniktriebwagen der späteren Baureihe 611 von Adtranz verworfen. Die Neigetechniktriebwagen von Adtranz dürfen nicht den vom Neigetechnik-System-Hersteller Fiat-Ferroviaria geschützten Markennamen Pendolino tragen, weil die Baureihe 611 mit einem neuentwickelten elektrischen (statt des bei der Baureihe 610 eingesetzten hydraulischen) Neigetechnik-System des damaligen Herstellers Adtranz ausgestattet ist. Wegen schon kurz nach der Fertigstellung der neuen Triebwagen der Baureihe 611 aufgetretener großer Probleme – mit zeitweiligem Zulassungsentzug – wurde die Bestellung auf 50 Fahrzeuge begrenzt. Der Baureihe 611 folgten dann die ebenfalls von Adtranz (später Bombardier Transportation) hergestellten Fahrzeuge der Baureihe 612 (sogenannte „Regio-Swinger“), die ebenfalls mit einer elektrischen Neigetechnik ausgestattet sind.